# Jagdstaffel 76
La Jagdstaffel 76 (in tedesco: Königlich Bayerische Jagdstaffel Nr 76, abbreviato in Jasta 76) era una squadriglia (staffel) da caccia della componente aerea del Deutsches Heer, l'esercito dell'Impero tedesco, durante la prima guerra mondiale (1914-1918).

## Storia
La Jagdstaffel 76 venne fondata il 7 settembre 1917 presso il Fliegerersatz-Abteilung (distaccamento di aviazione di riserva) 1 di Schleißheim, ma fu dotato di mezzi e personale e mobilitato solo il 15 ottobre. Il 4 novembre 1917 fu assegnato all'Armee-Abteilung B equipaggiato con caccia Albatros D.V. La squadriglia ottenne la sua prima vittoria il 1º dicembre 1917. Il 18 marzo 1918, la Jasta 76 passò alla sotto il comando della 2ª Armata. Non è noto se il suo trasferimento finale presso Habsheim l'abbia riportata sotto il controllo dell'Armee-Abteilung B. 
Amandus Rostock è stato l'ultimo Staffelführer (comandante) della Jagdstaffel 76, dal 19 agosto del 1918 fino alla fine della guerra.
Alla fine della prima guerra mondiale, alla Jagdstaffel 76 vennero accreditate 20 vittorie aeree. Di contro, la Jasta 76 perse sei piloti, quattro furono feriti in azione e tre piloti furono presi prigionieri.

## Lista dei comandanti della Jagdstaffel 76
Di seguito vengono riportati i nomi dei piloti che si succedettero al comando della Jagdstaffel 76.
| Grado    | Nome            | Periodo                           |
| -------- | --------------- | --------------------------------- |
| Leutnant | Walter Böning   | 15 ottobre 1917 - 31 maggio 1918  |
|          | Ludwig Schmid   | 31 maggio 1918 - 16 luglio 1918   |
|          | Amandus Rostock | 16 luglio 1918 - 11 novembre 1918 |

## Lista delle basi utilizzate dalla Jagdstaffel 76
- Habsheim, Francia: 4 novembre 1917
- Liéramont, Francia: 18 marzo 1918
- Suzanne, Francia: 15 aprile 1918
- Bignicourt, Francia: 10 luglio 1918
- Habsheim, Francia: 19 agosto 1918

## Lista degli aerei utilizzati dalla Jagdstaffel 76
- Albatros D.V